# TV FL
TV FL é uma estação de televisão brasileira com outorga e sede na cidade de Guarulhos, município da Região Metropolitana de São Paulo, localizada no estado de São Paulo.
O canal transmite a sua programação em sinal aberto no canal 58 (12 VHF digital) e pertence a Fundação Ernesto Benedito de Camargo, instituição ligada ao Grupo Camargo de Comunicação, que também é dono das rádios 89 FM e Alpha FM.
O canal já retransmitiu a programação da Rede Teovision, Rede Portas Abertas e da TV Feliz. No dia 30 de agosto de 2018, a emissora deixou de retransmitir a programação da TV Feliz, começando apenas a transmitir em color bars. 
No dia 27 de setembro de 2018, a emissora deixou de transmitir em color bars e começou a exibir videoclipes e alguns noticiários da TBL Comunicação. 
Em 4 de outubro de 2019, deixa de transmitir a TBL Comunicação e passa a retransmitir o sinal da Rede Século 21.
A emissora é uma das únicas mídias eletrônicas que pertencem a cidade de Guarulhos, que abriga também as rádios Boa Nova e Cumbica, a outorga e a torre de transmissão da rádio Top FM, que tem a sua sede instalada no município vizinho de São Paulo. 